# It’s Time!
It’s Time! – album studyjny amerykańskiego saksofonisty jazzowego Jackiego McLeana, wydany z numerem katalogowym BLP 4179 i BST 84179 w 1965 roku przez Blue Note Records.

## Powstanie
Materiał na płytę został zarejestrowany 5 sierpnia 1964 roku przez Rudy’ego Van Geldera w należącym do niego studiu (Van Gelder Studio) w Englewood Cliffs w stanie New Jersey. Produkcją albumu zajął się Alfred Lion.

## Lista utworów
Opracowano na podstawie materiału źródłowego.
Wydanie LP
Strona A
| Nr | Tytuł utworu   | Muzyka           | Długość |
| -- | -------------- | ---------------- | ------- |
| 1. | „Cancellation” | Charles Tolliver | 7:43    |
| 2. | „Das’ Dat”     | Jackie McLean    | 6:25    |
| 3. | „It’s Time”    | McLean           | 6:33    |
|    |                |                  | 20:41   |

Strona B
| Nr | Tytuł utworu | Muzyka   | Długość |
| -- | ------------ | -------- | ------- |
| 1. | „Revillot”   | Tolliver | 7:50    |
| 2. | „'Snuff”     | McLean   | 7:45    |
| 3. | „Truth”      | Tolliver | 6:31    |
|    |              |          | 22:06   |

## Twórcy
Opracowano na podstawie materiału źródłowego.
Muzycy:
- Jackie McLean – saksofon altowy
- Charles Tolliver – trąbka
- Herbie Hancock – fortepian
- Cecil McBee – kontrabas
- Roy Haynes – perkusja

Produkcja:
- Alfred Lion – produkcja muzyczna
- Rudy Van Gelder – inżynieria dźwięku
- Reid Miles – projekt okładki
- Francis Wolff – fotografia na okładce
- Nat Hentoff – liner notes
- Michael Cuscuna – produkcja muzyczna (reedycja z 2006)